# Демченко Віталій Павлович
Віталій Павлович Демченко (24.05.1946, с. Хмелів Роменського району)

## З життєпису
Закінчив 8 класів, вступив до Дніпропетровського професійно-технічного училища, де навчився грати на бандурі в гуртку бандуристів, яким керував В. Сидоренко.
Згодом став грати та співати в капелах бандуристів палаців культури заводів ім. Леніна та ім. Петровського в Дніпропетровську. Великий вплив на формування його як бандуриста мав його земляк кобзар Євген Адамцевич.
З 1965 по 1970 р. служив у Військово-Морському Флоті на Далекому Сході, де брав участь у гуртках художньої самодіяльності, виступав як соліст-бандурист, пропагував бандуру в Примор'ї. На крайовому огляді у Владивостоці нагороджений дипломом 1-го ступеня.
Далі працює на заводі в м. Дніпропетровську, бере активну участь у художній самодіяльності, виступає як соліст-бандурист.